# Thorolf Lipp

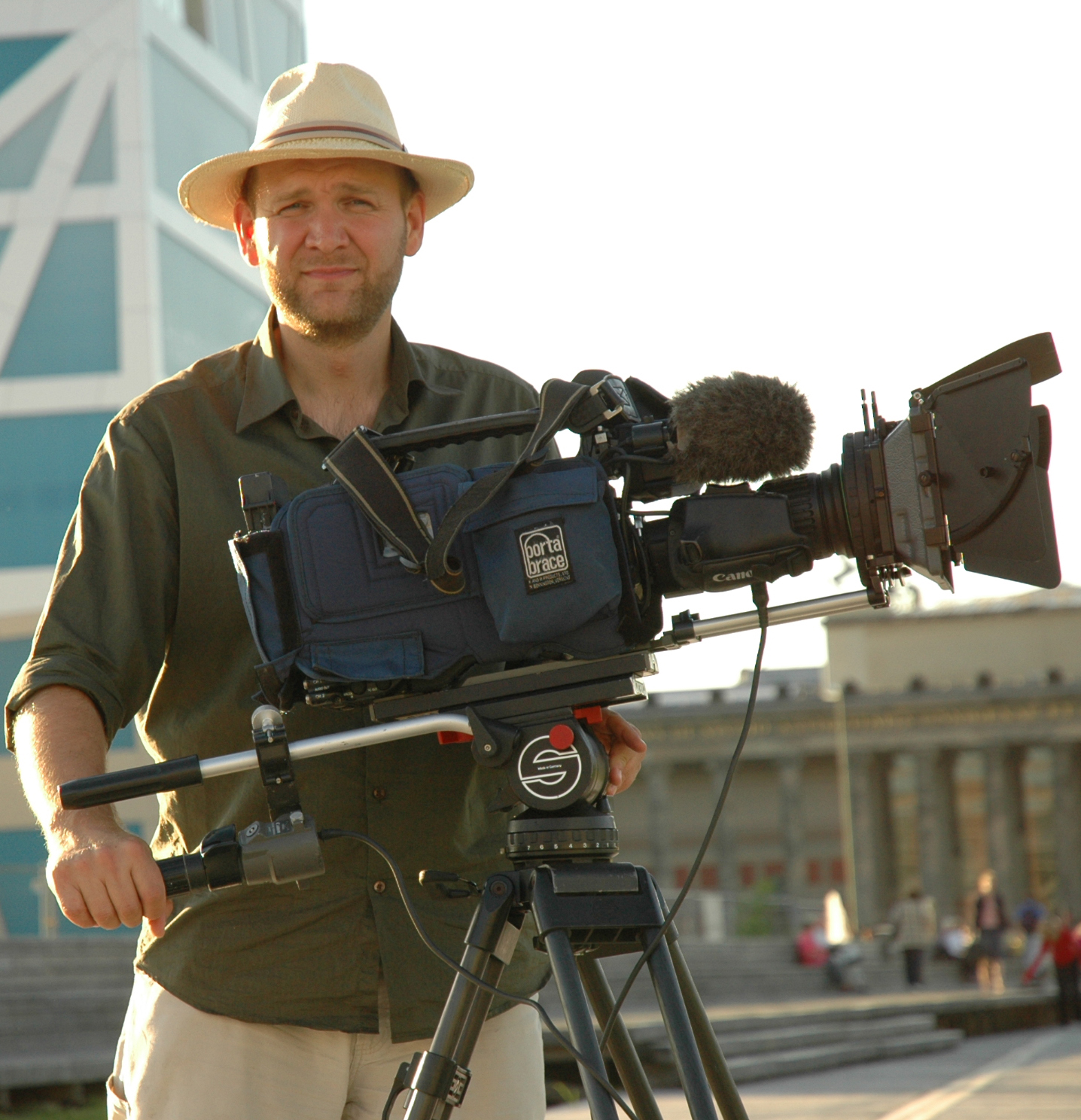
Thorolf Lipp bei Dreharbeiten 2010 in Berlin

Thorolf Lipp (* 25. Januar 1973 in Bielefeld) ist ein deutscher Dokumentarfilmer und Ethnologe.

## Leben
Lipp wurde 2007 an der Universität Bayreuth in Ethnologie und Religionswissenschaften mit einer ethnographischen Dissertationsschrift über das Turmspringen der Sa auf der Pentecost-Insel/Vanuatu promoviert. Er unterrichtete Ethnologie und Medienanthropologie an den Universitäten Münster, Göttingen, Bayreuth, FU Berlin, Mainz, Zeppelin Universität Friedrichshafen, Universität Wien, USP Suva (Fiji) sowie an der City Varsity Johannesburg. Für das Wintersemester 2011/12 wurde er auf die Gutenberg-Lehrkolleg-Gastdozentur an die Johannes Gutenberg-Universität Mainz berufen. Zu seinen wissenschaftlichen Arbeitsschwerpunkten zählen die Bereiche Visuelle und Medienanthropologie, Theorie und Geschichte des Nonfiktionalen Films, mediale Adaption von immateriellem Kulturerbe, sowie Mythos- und Ritualtheorie.
Als Inhaber der Arcadia Filmproduktion produziert er TV-Dokumentationen, Dokumentarfilme, Crossmedia-Projekte und Museumsmedien.
Thorolf Lipp ist seit 2022 Vorstand der Deutschen Akademie für Fernsehen. Er war zwischen 2012 und 2022 Vorstandsmitglied in der Arbeitsgemeinschaft Dokumentarfilm, von 2015 bis 2019 Sprecher des Deutschen Medienrates Film, Rundfunk und audiovisuelle Medien und zwischen 2012 und 2022 Mitglied in den Fachausschüssen „Kulturerbe“, „Europa und Internationales“ sowie „Medien“ des Deutschen Kulturrates. Lipp war mehrere Jahre Sprecher des Vergabebeirates des Kulturwerks der VG Bild-Kunst (BG III) und von 2014 bis 2020 Zweiter Vorsitzender des Bundesverbandes freiberuflicher Ethnolog*innen e.V. sowie Vorsitzender des Forum deutsch-pazifischer Begegnungen e.V.
Thorolf Lipp ist Sohn des österreichisch-deutschen Soziologen Wolfgang Lipp, Neffe des österreichischen Kunsthistorikers Wilfried Lipp sowie Enkel des österreichischen Volkskundlers Franz C. Lipp. 

## Schriften
- als Hrsg. mit Dieter Wiedemann: Medienzukunft 2025. Wie kann Vielfalt gelingen. Zur Weiterentwicklung der öffentlich-rechtlichen Medien. transcript, Bielefeld 2024 Open Access unter CC BY
- als Hrsg. mit Martina Kleinert: Auf Augenhöhe? Von Begegnungen mit der Südsee und angewandter Ethnologie. Reimer, Berlin 2015.
- Spielarten des Dokumentarischen. Einführung in Geschichte und Theorie des Nonfiktionalen Films. Schüren, Marburg; 2., überarbeitete Auflage ebenda 2015.
- als Hrsg. mit Martina Kleinert: UrSprung in der Südsee. Begegnungen mit den Turmspringern von Pentecost. Staatliches Museum für Völkerkunde, München 2009.
- Gol – das Turmspringen auf der Insel Pentecost in Vanuatu. Beschreibung und Analyse eines riskanten Spektakels. Lit, Münster 2008.

## Filme
- Abgetaucht - junge Russen auf der Flucht 43' & 52' (D 2022, BR/ arte) (Regie: Anastasia Vinokurova)
- Mein Papa, der Mönch. TV-Dokumentation 45' & 52' (D 2019, mdr/ arte) (Regie: Anastasia Vinokurova)
- Himmelreich am Baikalsee. TV-Dokumentation 45' (D 2018, ZDF/ arte) (Co-Regie: Artem Funk)
- Russlands Pferde. TV-Dokumentationsreihe 5x43' (D, ZDF/ arte 2016)
- Auf Augenhöhe. Erinnerungen an eine Freundschaft und ihre Folgen. Dokumentarfilm, 90. Min. (D 2015, Arcadia Filmproduktion)
- Media, Art and Memory. South African Artists in Dialogue. Dokumentationsreihe 3x43' & 1x26' (D 2012, DFG)
- Mythen der Südsee. TV-Dokumentationsreihe 5x43' (D 2005, BR)
- Schlossherr sein dagegen sehr. Dokumentarfilm 30'  (D 2005, Arcadia Filmproduktion)
- Oktioberfest made in Rabaul. Dokumentarfilm 30' (D 2004)
- Kava – Trank der Götter. TV-Dokumentation. 90' & 58' (D 2000 BR)
- Adire – Indigo Textiles amongst the Yoruba. 45' (D 1995)

## Festivalteilnahmen
- International Migration & Environmental Film Festival 2023, Toronto (Absconded. Young Russians on The Run)
- Festival Política 2023, Portugal (Absconded. Young Russians on The Run)
- One World Film Festival 2022, Czech Republic (Absconded. Young Russians on The Run)
- Barcelona Human Rights Film Festival 2022 (Absconded. Young Russians on The Run)
- DOCUMENTARIA 2022, Palermo (Absconded. Young Russians on The Run)
- nonfiktionale 2016 (Auf Augenhöhe? Erinnerungen an eine Freundschaft und ihre Folgen)
- Kiwi International Film Festival 2016 (Best Documentary for: Eye to Eye - Memories of a Friendship)
- International Anthropological Filmfestival Ho-Chi-Minh City (Myths from the South Seas)
- FIFO – Festival International du Film documentaire Océanien 2008, Tahiti (Myths from the South Seas)
- Margaret Mead Film Festival New York City 2007 (Ghanaian Video Tales)
- Ethnofilmfest Berlin 2007 (Ghanaian Video Tales)
- German International Ethnographic Filmfestival 2006 (Ghanaian Video Tales)
- Ethnofilmfest Berlin 2005 (Mythen der Südsee)
- World Film – Tartu Festival of Visual Culture 2005 (Being Master Of The Castle)
- kontrast Filmfest 2004 (Schlossherr sein dagegen sehr!)
- RAI – International Festival of Ethnographic Film 1995 (Best Film in "Material Culture" for: Adire - Indigo Textiles amongst the Yoruba)